# Christine Tassan
 (décembre 2021).
La mise en forme du texte ne suit pas les recommandations de Wikipédia : il faut le « wikifier ».
Les points d'amélioration suivants sont les cas les plus fréquents :
- Les titres sont pré-formatés par le logiciel. Ils ne sont ni en capitales, ni en gras.
- Le texte ne doit pas être écrit en capitales (les noms de famille non plus), ni en gras, ni en italique, ni en « petit »…
- Le gras n'est utilisé que pour surligner le titre de l'article dans l'introduction, une seule fois.
- L'italique est rarement utilisé : mots en langue étrangère, titres d'œuvres, noms de bateaux, etc.
- Les citations ne sont pas en italique mais en corps de texte normal. Elles sont entourées par des guillemets français : « et ».
- Les listes à puces sont à éviter, des paragraphes rédigés étant largement préférés. Les tableaux sont à réserver à la présentation de données structurées (résultats, etc.).
- Les appels de note de bas de page (petits chiffres en exposant, introduits par l'outil «  Source ») sont à placer entre la fin de phrase et le point final[comme ça].
- Les liens internes (vers d'autres articles de Wikipédia) sont à choisir avec parcimonie. Créez des liens vers des articles approfondissant le sujet. Les termes génériques sans rapport avec le sujet sont à éviter, ainsi que les répétitions de liens vers un même terme.
- Les liens externes sont à placer uniquement dans une section « Liens externes », à la fin de l'article. Ces liens sont à choisir avec parcimonie suivant les règles définies. Si un lien sert de source à l'article, son insertion dans le texte est à faire par les notes de bas de page.
- La présentation des références doit suivre les conventions bibliographiques. Il est recommandé d'utiliser les modèles {{Ouvrage}}, {{Chapitre}}, {{Article}}, {{Lien web}} et/ou {{Bibliographie}}. Le mode d'édition visuel peut mettre en forme automatiquement les références.
- Insérer une infobox (cadre d'informations à droite) n'est pas obligatoire pour parachever la mise en page.

Pour une aide détaillée, merci de consulter Aide:Wikification.
Si vous pensez que ces points ont été résolus, vous pouvez retirer ce bandeau et améliorer la mise en forme d'un autre article.
Christine Tassan est une chanteuse, guitariste de jazz et de jazz manouche, auteure-compositrice, réalisatrice et productrice. D’origine française, elle vit à Montréal depuis 1994.

## Biographie

### Les débuts
Née à Paris, Christine commence la guitare classique à l’âge de 11 ans. Elle étudie pendant 5 ans avec le guitariste Claude Puyalte. Puis, elle se tourne vers la chanson et commence à composer et à interpréter sur scène ses propres chansons dès l’âge de 15 ans. Ses influences sont alors les grands de la chanson française, tels Barbara, Anne Sylvestre, Georges Brassens, Jacques Brel. Intéressée par l’improvisation, elle prend des cours de guitare jazz avec le guitariste Didier Large.
En 1988, elle intègre l’INSA de Lyon, une école d’ingénieur, dans la section Musique-Études, ce qui lui permet de continuer à développer ses talents musicaux tout en poursuivant des études d’ingénieur en Génie électrique. Elle prend notamment des cours de chant avec Pascale Reynaud et continue sa découverte du jazz et des musiques improvisées qui la fascinent,.
En 1992, elle part au Québec pour une année d’échange à l’Université McGill en génie électrique. Elle en profite pour suivre un cours d’initiation à la direction d’orchestre dans la faculté de musique. Elle commence aussi à se produire dans les cafés et boîtes à chanson de Montréal.
Revenue en France en 1993, elle complète un DEA (Diplôme d’Études Appliquées) à l’IRCAM de Paris, le DEA ATIAM (Acoustique, Traitement du signal, Informatique Appliqués à la Musique), tout en se produisant dans les cafés de Paris. Elle émigre à Montréal en 1994,.Tout en travaillant comme ingénieure, elle enchaîne les concerts dans les cafés de Montréal, soit en solo, soit en duo avec le contrebassiste Roger Coderre, parfois en trio avec un batteur. Elle interprète principalement ses propres chansons, dans un style folk jazzy. Elle accompagne et collabore également avec de nombreux artistes, dont Pierrot Fournier, Clotilde Seille, Charles Papasoff,,. Elle s’inscrit au Festival international de la Chanson de Granby en 1996, se retrouve en finale et remporte le Prix Coup de cœur des Francofolies, créé pour elle lors de la soirée de la finale,,. Ce prix lui permet de se produire dans le festival à l’été 1997,.
À partir de 1998, elle se passionne pour la musique de Django Reinhardt et Stéphane Grappelli, le jazz manouche, qu’elle apprend en autodidacte. Elle commence à se produire en duo, puis fonde le Quintette Jazz Gitan qui est programmé au Festival International de jazz de Montréal en 2003,,. Elle créé également le groupe Gadjo Swing.

### Christine Tassan et les Imposteures
En 2003, elle fonde le groupe Christine Tassan et les Imposteures, un groupe de jazz manouche entièrement féminin. C’est le début d’une longue aventure: le groupe se produit dans plus de 600 festivals à travers le Québec, le Canada, l’Europe (France, Belgique, Allemagne), les Etats-Unis, la Chine. Il a six albums à son actif: De bon matin (2007), Pas manouche, c’est louche (2009), C’est l’heure de l’apéro (2012), Entre Félix et Django (2016), Django and Friends (2017) et Django Belles (2018),. Le groupe est toujours actif à ce jour et poursuit les tournées à travers le monde,.
C’est aussi en 2003 que Christine décide de se consacrer à la musique et qu’elle quitte son travail d’ingénieur. En 2006, elle crée Les Productions des Imposteures, afin de supporter les activités de production d’albums et de spectacles de son groupe. Elle collabore avec l’agent de spectacles Claudette Hélène Morin de 2008 à 2012, puis avec l’Agence d’artistes et de concerts Danielle Lefebvre depuis 2012.

### Christine Tassan Quintette
En 2019, Christine réunit dix compositions jazz et enregistre l’album «Voyage intérieur» en formation quintette. L’album sort en septembre 2020 . Avec cet opus Christine sort de l’univers du jazz manouche pour explorer un jazz plus moderne aux influences à la fois américaine et européenne, se produisant cette fois à la guitare électrique jazz.

L'album a reçu une nomination "Album jazz de l'année" au  Gala de l'ADISQ 2021 et est finaliste pour "Album jazz de l'année" aux Prix Opus, édition 25,.

### Les collaborations
En parallèle de ses activités avec Christine Tassan et les Imposteures ou le Christine Tassan Quintette, Christine collabore avec de nombreux musiciens, soit comme guitariste accompagnatrice dans des styles très variés (jazz, tango, folk, pop), soit comme ingénieure de son dans son studio, soit comme réalisatrice.
En 2005, elle enregistre dans son studio la musique du film d’Ann Arson «Tous les autres sauf moi» avec la compositrice et pianiste Ghislaine Bétie-Dubuc.
En 2012, elle réalise l’album de chansons pour enfants «Appris-Voix-Sons» écrit et composé par la chanteuse Sylvie Bouchard. Elle enregistre et joue tous les instruments de l’album.
En 2013, elle remplace un des guitaristes du groupe de jazz manouche québécois The Lost Fingers et part en tournée avec eux à Nouméa (Nouvelle-Calédonie) et en France,.
Cette même année, le chanteur polonais Paul Kunigis l’intègre à son groupe et elle participe à ses tournées au Québec, en France et en Suisse.
Depuis 2009, elle joue avec la chanteuse d’origine Argentine Gabriela Moulouhi et son groupe de tango et chansons d’Argentine, Canto Tango. Elle est également guitariste pour l’accordéoniste de jazz Martin Bellemare avec qui elle enregistre et réalise l’album  «Appellation Musette Nouveau» en 2017.
Cette même année, elle réalise l’album «Entre nous» de la pianiste et compositrice Suzanne Paquette, un album de compositions classiques. Elle enregistre et réalise également l’album «Affaire de décor» de la chanteuse Isabelle Larrivée.

## Nominations et récompenses
| Année                  | Prix | Organisme d'attribution du prix                |
| ---------------------- | --- | ---------------------------------------------- |
| 2022                   | Finaliste - "Album jazz de l'année" pour "Voyage intérieur" - Christine Tassan Quintette                                | Prix Opus - édition 25                         |
| 2021 43rd Félix Awards | Nomination - "Album jazz de l'année" pour "Voyage intérieur" - Christine Tassan Quintette                               | Gala de l'ADISQ                                |
| 2021                   | Nomination- "Album jazz de l'année" pour "Voyage intérieur" - Christine Tassan Quintette                                | GAMIQ                                          |
| 2018                   | Finaliste - «Spectacle de l’année» pour «Entre Félix et Django» - Christine Tassan et les Imposteures                   | Prix Opus                                      |
| 2017                   | Gagnante - «Disque jazz de l’année» pour «Entre Félix et Django» - Christine Tassan et les Imposteures                  | Prix Opus                                      |
| 2013                   | Finaliste - «Disque jazz de l’année» pour «C’est l’heure de l’apéro» - Christine Tassan et les Imposteures              | Prix Opus                                      |
| 2010                   | Finaliste - «Disque de l’année – Jazz création» pour «Pas manouche, c’est louche» - Christine Tassan et les Imposteures | Gala de l'ADISQ                                |
| 1996                   | Finaliste et récipiendaire du Prix «Coup de Coeur des Francofolies de Montréal»                                         | Festival International de la chanson de Granby |
| 1995                   | 1er Prix | Les Deux Pierrots Con                          |